# محمد أمين عبد الله الأثيوبي
محمد أمين بن عبد الله أبو ياسين الأثيوبي الهرري (1348 هجريًا - 7 ربيع الأول 1441 هجريًا) هو محدث وفقيه وأصولي ونحوي. بلغت مؤلفاته فوق 45 مؤلفًا، كان قد وُلد في هرر عام 1348 هجريًا الموافق 1929 ميلاديًا، وتوفي يوم الاثنين 7 ربيع الأول 1441 هجريًا الموافق 4 نوفمبر 2019 ميلاديًا، عن عمر ناهز 90 عامًا في داره بمكة بحي الزاهر، وجرت صلاة الجنازة عليه يوم الثلاثاء بالمسجد الحرام عقب صلاة المغرب.

## سيرته
تعلم القرآن وهو ابن أربع سنين وختمه وهو ابن ست ثم التحق بحلق العلم وأهله فدرس العقيدة وفرقه والفقه ومذاهبه والحديث وعلومه والعربية وفنونها. وكانت هجرته من الحبشة إلى مكة عام 1398 هـ، ولم يرجع بعدها إلا حين توفي ابنه الأكبر قبل سنتين وكان ابنه شيخًا عالمًا لأهل السنة والجماعة في الحبشة. ثم أصبح منذ 1400 هـ مدرسًا في دار الحديث الخيرية صباحا حتى وفاته، وكان أيضًا مدرسًا في الحرم المكي ليلًا لمدة ثمان سنوات.

## مؤلفاته
بلغت مؤلفاته فوق 45 مؤلفًا ضخمًا ومرجعًا في بابه، ومن ذلك: تفسيره للقرآن 32 مجلدًا، وشرحه لصحيح مسلم 26 مجلدًا، وسنن ابن ماجه أيضًا 26 مجلدًا، وقد ألف في التفسير والحديث والمصطلح والنحو والصرف والبلاغة والعروض والمنطق والسيرة، منها:
1. حدائق الروح والريحان في روابي علوم القرآن، اثنان وثلاثون مجلدًا
2. الباكورة الجنية في إعراب متن الآجرومية.
3. الفتوحات القيّوميّة في حلّ وفكّ معاني ومباني متن الآجرومية.
4. الدرر البهية في إعراب أمثلة الآجرومية.
5. جواهر التعليمات شرح على التقريظات ومقدمة علم النحو.
6. هدية أولي العلم والإنصاف في إعراب المنادى المضاف.
7. مناهل الرجال على لامية الأفعال.
8. تحنيك الأطفال على لامية الأفعال.
9. الباكورة الجنية على منظومة البيقونية.
10. هداية الطالب المعدم على ديباجة صحيح مسلم.
11. خلاصة القول المفهم على تراجم رجال صحيح مسلم مجلدان
12. هدية الأذكياء على طيبة الأسماء في توحيد الأسماء والصفات.
13. سلّم المعراج على خطبة المنهاج للإمام النواوي.